# Antimima
Antimima ist eine Pflanzengattung aus der Familie der Mittagsblumengewächse (Aizoaceae). Der botanische Name leiten sich von den griechischen Wort „antimimos“ für imitieren ab und wurde vergeben, da die ersten bekannten Arten dieser Gattung sehr ähnlich wie die Arten der Gattung Argyroderma aussahen.

## Beschreibung
Es sind sukkulente Pflanzen. Die radiärsymmetrischen Blüten sind meist zwittrig. Die Blüten enthalten viele Staubblätter. Ein Teil der Staubblätter sind zu kronblattartigen Schauorganen umgewandelt, dies erweckt den Eindruck die Blüten hätten viele Kronblätter.

## Systematik und Verbreitung
Die meisten Arten der Gattung Antimima kommen in den Winterregengebieten entlang der Südwestküste Afrikas vor. Diese Verbreitungsgebiet erstreckt sich von Aus im Süden von Namibia bis in die südafrikanische Provinz Ostkap. Wenige Arten sind in der Karoo verbreitet.
Die Gattung wurde 1930 von Nicholas Edward Brown aufgestellt. In den letzten Jahren wurden einige Arten aus der Gattung Ruschia zu Antimima umkombiniert. Nach Heidrun Hartmann (2017) umfasst die Gattung Antimima folgende Arten:
- Antimima addita (L.Bolus) H.E.K.Hartmann
- Antimima alborubra (L.Bolus) Dehn ex H.E.K.Hartmann
- Antimima amoena (Schwantes) H.E.K.Hartmann
- Antimima androsacea (Marloth & Schwantes) H.E.K.Hartmann
- Antimima argentea (L.Bolus) H.E.K.Hartmann
- Antimima aurasensis H.E.K.Hartmann
- Antimima biformis (N.E.Br.) H.E.K.Hartmann
- Antimima bina (L.Bolus) H.E.K.Hartmann
- Antimima bracteata (L.Bolus) H.E.K.Hartmann
- Antimima brevicarpa (L.Bolus) H.E.K.Hartmann
- Antimima brevicollis (N.E.Br.) H.E.K.Hartmann
- Antimima buchubergensis (Dinter) H.E.K.Hartmann
- Antimima compacta (L.Bolus) H.E.K.Hartmann
- Antimima compressa (L.Bolus) H.E.K.Hartmann
- Antimima concinna (L.Bolus) H.E.K.Hartmann
- Antimima condensa (N.E.Br.) H.E.K.Hartmann
- Antimima dasyphylla (L.Bolus) H.E.K.Hartmann
- Antimima defecta (L.Bolus) H.E.K.Hartmann
- Antimima dekenahi (N.E.Br.) H.E.K.Hartmann
- Antimima distans (L.Bolus) H.E.K.Hartmann
- Antimima dolomitica (Dinter) H.E.K.Hartmann
- Antimima dualis (N.E.Br.) N.E.Br.
- Antimima eendornensis (Dinter) H.E.K.Hartmann
- Antimima elevata (L.Bolus) H.E.K.Hartmann
- Antimima emarcescens (L.Bolus) H.E.K.Hartmann
- Antimima erosa (L.Bolus) H.E.K.Hartmann
- Antimima evoluta (N.E.Br.) H.E.K.Hartmann
- Antimima excedens (L.Bolus) Klak
- Antimima exsurgens (L.Bolus) H.E.K.Hartmann
- Antimima fenestrata (L.Bolus) H.E.K.Hartmann
- Antimima fergusoniae (L.Bolus) H.E.K.Hartmann
- Antimima gracillima (L.Bolus) H.E.K.Hartmann
- Antimima granitica (L.Bolus) H.E.K.Hartmann
- Antimima hallii (L.Bolus) H.E.K.Hartmann
- Antimima hamatilis (L.Bolus) H.E.K.Hartmann
- Antimima hantamensis (Engler) H.E.K.Hartmann & Stüber
- Antimima herrei (Schwantes) H.E.K.Hartmann
- Antimima hexamera (L.Bolus) Klak
- Antimima insidens (L.Bolus) Chesselet
- Antimima intervallaris (L.Bolus) H.E.K.Hartmann
- Antimima ivori (N.E.Br.) H.E.K.Hartmann
- Antimima karroidea (L.Bolus) H.E.K.Hartmann
- Antimima klaverensis (L.Bolus) H.E.K.Hartmann
- Antimima koekenaapensis (L.Bolus) H.E.K.Hartmann
- Antimima komkansica (L.Bolus) H.E.K.Hartmann
- Antimima lawsonii (L.Bolus) H.E.K.Hartmann
- Antimima leipoldtii (L.Bolus) H.E.K.Hartmann
- Antimima leucanthera (L.Bolus) H.E.K.Hartmann
- Antimima limbata (N.E.Br.) H.E.K.Hartmann
- Antimima lodewykii (L.Bolus) H.E.K.Hartmann
- Antimima loganii (L.Bolus) H.E.K.Hartmann
- Antimima lokenbergensis (L.Bolus) H.E.K.Hartmann
- Antimima longipes (L.Bolus) Dehn ex H.E.K.Hartmann
- Antimima luckhoffii (L.Bolus) H.E.K.Hartmann
- Antimima maleolens (L.Bolus) H.E.K.Hartmann
- Antimima maxwellii (L.Bolus) H.E.K.Hartmann
- Antimima menniei (L.Bolus) H.E.K.Hartmann
- Antimima mesklipensis (L.Bolus) H.E.K.Hartmann
- Antimima meyerae (Schwantes) H.E.K.Hartmann
- Antimima microphylla (Haw.) Dehn ex H.E.K.Hartmann
- Antimima minima (Tischer) H.E.K.Hartmann
- Antimima minutifolia (L.Bolus) H.E.K.Hartmann
- Antimima modesta (L.Bolus) H.E.K.Hartmann
- Antimima mucronata (Haw.) H.E.K.Hartmann
- Antimima mutica (L.Bolus) H.E.K.Hartmann
- Antimima nobilis (Schwantes) H.E.K.Hartmann
- Antimima nordenstamii (L.Bolus) H.E.K.Hartmann
- Antimima oviformis (L.Bolus) H.E.K.Hartmann
- Antimima papillata (L.Bolus) H.E.K.Hartmann
- Antimima paucifolia (L.Bolus) H.E.K.Hartmann
- Antimima pauper (L.Bolus) H.E.K.Hartmann
- Antimima peersii (L.Bolus) H.E.K.Hartmann
- Antimima perdurans H.E.K.Hartmann
- Antimima perforata (L.Bolus) H.E.K.Hartmann
- Antimima pilosula (L.Bolus) H.E.K.Hartmann
- Antimima piscodora (L.Bolus) H.E.K.Hartmann
- Antimima prolongata (L.Bolus) H.E.K.Hartmann
- Antimima propinqua (N.E.Br.) H.E.K.Hartmann
- Antimima prostrata (L.Bolus) H.E.K.Hartmann
- Antimima pulchella (Haw.) H.E.K.Hartmann
- Antimima pumila (Fedde & Schuster) H.E.K.Hartmann
- Antimima pusilla (Schwantes) H.E.K.Hartmann
- Antimima pygmaea (Haworth) H.E.K.Hartmann
- Antimima quarzitica (Dinter) H.E.K.Hartmann
- Antimima radicans (L.Bolus) Klak
- Antimima roseola (N.E.Br.) H.E.K.Hartmann
- Antimima saturata (L.Bolus) H.E.K.Hartmann
- Antimima saxicola (L.Bolus) H.E.K.Hartmann
- Antimima schlechteri (Schwantes) H.E.K.Hartmann
- Antimima simulans (L.Bolus) H.E.K.Hartmann
- Antimima sobrina (N.E.Br.) H.E.K.Hartmann
- Antimima solida (L.Bolus) H.E.K.Hartmann
- Antimima stayneri (L.Bolus) H.E.K.Hartmann
- Antimima stokoei (L.Bolus) H.E.K.Hartmann
- Antimima subtruncata (L.Bolus) H.E.K.Hartmann
- Antimima triquetra (L.Bolus) H.E.K.Hartmann
- Antimima tuberculosa (L.Bolus) H.E.K.Hartmann
- Antimima turneriana (L.Bolus) H.E.K.Hartmann
- Antimima vanzylii (L.Bolus) H.E.K.Hartmann
- Antimima varians (L.Bolus) H.E.K.Hartmann
- Antimima ventricosa (L.Bolus) H.E.K.Hartmann
- Antimima verruculosa (L.Bolus) H.E.K.Hartmann
- Antimima viatorum (L.Bolus) Klak
- Antimima watermeyeri (L.Bolus) H.E.K.Hartmann
- Antimima wittebergensis (L.Bolus) H.E.K.Hartmann

## Nachweise